# Nancy Grace
Pour les articles homonymes, voir Grace.
Nancy Grace, née le  23 octobre 1959 à Macon dans l'État de Géorgie, est une procureure, juriste et une animatrice de télévision américaine. Elle anime sa propre émission, Nancy Grace, sur la chaîne d'information en continu HLN, sur le réseau CNN, et l'émission Closing Arguments sur Court TV. La manière dont elle a commenté à charge des présumés coupables, ou critiqué des procureurs devant les médias, a soulevé des controverses.

## Biographie

### Jeunesse et formation
Nancy Grace est née à Macon en Géorgie elle est la fille de Mac Grace et d'Elizabeth Grace. Elle suit ses études secondaires à la Windsor Academy (en) qu'elle achève en 1977,. Elle acceptée à la Valdosta State University (en). C'est là qu'elle fait la connaissance de Keith Griffin vedette de l'équipe de baseball de l'université qui deviendra son fiancé. Elle quitte l'établissement pour s'inscrire à l'université de Mercer.
Passionnée par la littérature shakespearienne, après ses études à l'université de Mercer où elle obtient son baccalauréat universitaire (licence) en 1981, elle a l'intention de devenir professeur de littérature anglaise. Mais le cours de sa vie est changé le 6 août 1979, jour de l'assassinat par arme à feu de Keith Griffin. Profondément choquée, elle décide de devenir procureure spécialisée en droit criminel pour défendre les droits des victimes. C'est pourquoi, elle entreprend des études droit à la faculté de droit de l'université de Mercer finalisée par l'obtention du Juris Doctor en 1984, puis elle poursuit ses études de droit à la faculté de droit de l'Université de New York. où elle obtient le Master of Arts (mastère 2) en droit pénal et constitutionnel,,,,,. 

### Carrière
Elle travaille contre les fiducies avec la Commission Fédérale du Commerce et enseigne à la faculté de droit de l'université d'État de Géorgie. Grace était auparavant employée dans le bureau du procureur général du comté de Fulton d'Atlanta (Géorgie) où elle travaillait comme procureure spéciale.
Pendant les années 2000, elle devient analyste juridique à la télévision américaine sur court TV et HLN, notamment en étant l'animatrice principale de l'émission Closing Arguments pendant dix ans, où elle connaît un succès. Par ses commentaires des affaires criminelles, elle devient une star du petit écran, ses positions critiques vis à vis des procédures judiciaires américaines soulèvent des controverses, notamment quand elle prend parti lors de procès, comme l'affaire Caylee Anthony, où forte de ses convictions, elle fait fi de la présomption d'innocence de la suspecte, la fustigeant en la qualifiant de menteuse. Elle quitte la chaîne en 2016 après douze années de service,,,,,,,.

### Vie personnelle
En 2007, elle épouse le banquier d’affaires David Linch, le couple donne naissance à des jumeaux Lucy et John,,. 

### Divers
Entre septembre et novembre 2011, elle participe à Dancing with the Stars 13,.

## Œuvres
- (en) Co-écrit avec  Diane Clehane, Objection!: How High-Priced Defense Attorneys, Celebrity Defendants, and a 24/7 Media Have Hijacked Our Criminal Justice System, Hyperion, 8 juin 2004, rééd. 2005, 344 p. (ISBN 9781401382674, lire en ligne),
- (en) The Eleventh Victim, Hyperion, 2009, 376 p. (ISBN 9780316373579, lire en ligne),
- (en) Death on the D-List, Thorndike Press, 1er janvier 2010, 448 p. (ISBN 9781410427878, lire en ligne),
- (en) Murder in the Courthouse, BenBella Books, 11 octobre 2016, 273 p. (ISBN 9781942952886),
- (en) Co-écrit avec  John Hassan, Don't Be a Victim: Fighting Back Against America's Crime Wave, Grand Central Publishing, 2 juin 2020, 384 p. (ISBN 9781538732298),